# 九龍巴士13D線
九龍巴士13D線是香港九龍的一條日間巴士路線，每日清晨至午夜提供服務，來往寶達及維港灣，途經觀塘市中心、牛頭角道、新蒲崗、九龍城、旺角及大角咀。
九龍巴士13P線為13D線的晨早特別班次，由寶達開往長沙灣麗閣邨，途經觀塘市中心、九龍灣、旺角、深水埗等地方。

## 歷史
- 1968年4月12日：本線投入服務，往返秀茂坪（1969年3月16日起改稱中秀茂坪）及旺角碼頭，以「半直通路線」模式運作，觀塘道與亞皆老街近窩打老道一段不設車站。[3]

該半直通車除在旺角碼頭至窩打老道以西，並介於勵業街以東至秀茂坪之間，包括英皇子道近啟德道口，牛頭角道近佐敦谷新區等各巴士站及各分段均停車上落乘客外，其餘各站概不停站載客。
（九巴於1968年4月12日刊於《華僑日報》的乘客通告）
- 1972年4月23日：配合大角咀碼頭啟用及大角咀至中環渡輪航線開辦，由旺角碼頭遷往上址。
- 1982年8月8日：九巴取消「半直通路線」的運作模式，於介乎觀塘道至亞皆老街近窩打老道一段加設車站。
- 1995年5月8日：配合西九龍填海工程，由大角咀碼頭遷往大角咀巴士總站，來回程駛經AR1公路（櫻桃街）。
- 1996年10月28日：增設空調服務，亦標誌著本線開始採用三軸巴士行走。
- 1997年1月5日：由中秀茂坪遷往上秀茂坪，來回程改經整段秀明道，不再駛經秀茂坪邨45座對開之秀茂坪道。
- 1999年8月15日：配合大角咀（維港灣）公共運輸交匯處啟用，由大角咀遷往上址，途經海輝道、海帆道、連翔道、深旺道等新建設道路。
- 2001年7月8日：由上秀茂坪延長至寶達邨，總站設於寶達邨達翠樓垃圾房外。翌年，遷往寶達邨公共運輸交匯處。
- 2003年1月20日：13P線投入服務，由寶達邨開往麗閣邨，只於平日早上開出兩班。由彩虹交匯處至亞皆老街近窩打老道一段不設車站。
- 2011年9月23日：提升至全空調巴士服務[4]。
- 2014年6月30日：每天10:00後由寶達邨開出的班次抵櫻桃街後，將改經深旺道、海輝道前往維港灣，不停浪澄灣，改停奧運站及君匯港。
- 2015年3月27日：因應290(A)線的開辦，從而令本線需要交由九龍灣車廠管理，當天收車時，所有掛牌車均改為停泊在九龍灣車廠。
- 2015年12月31日：13D線增設到站時間預報。[5]
- 2017年7月18日：因應清拆橫跨太子道東的K9高架道路，往寶達方向的采頤花園站臨時遷移至景泰街站位置，該站於同年十月底改稱景泰街。
- 2019年3月1日：因應太子道東近景泰苑進行道路工程，往寶達方向「景泰街」站再臨時遷至近彩虹邨的「采頤花園」站。[6][7]
- 2021年7月1日：往寶達方向「采頤花園」站移至四美街與太子道東交界的原位置。[8]

- 2023年10月9日：13P減至一班，開出時間為07:40。[9]

## 服務時間及班次
13D
| 寶達開           | 寶達開      | 寶達開       | 維港灣開         | 維港灣開    | 維港灣開     |  |
| 日期             | 服務時間    | 班次（分鐘） | 日期             | 服務時間    | 班次（分鐘） |  |
| ---------------- | ----------- | ------------ | ---------------- | ----------- | ------------ |  |
| 星期一至五       | 05:15-07:15 | 20           | 星期一至六       | 06:15-07:55 | 25           |  |
| 星期一至五       | 07:15-09:40 | 15           | 星期一至六       | 07:55-17:15 | 20           |  |
| 星期一至五       | 10:00-23:40 | 20           | 星期一至六       | 17:15-18:15 | 15           |  |
| 星期六           | 05:15-07:35 | 20           | 星期一至六       | 18:15-00:15 | 20           |  |
| 星期六           | 07:35-09:40 | 15/20        | 星期一至六       | 00:40       | 00:40        |  |
| 星期六           | 10:00-23:40 | 20           | 星期一至六       |             |              |  |
| 星期日及公眾假期 | 05:15-09:40 | 20           | 星期日及公眾假期 | 06:15-15:35 | 20           |  |
| 星期日及公眾假期 | 10:15-14:30 | 15/20        | 星期日及公眾假期 | 15:35-16:50 | 15           |  |
| 星期日及公眾假期 | 14:30-22:50 | 20           | 星期日及公眾假期 | 16:50-23:50 | 20           |  |
| 星期日及公眾假期 | 22:50-23:40 | 25           | 星期日及公眾假期 | 23:50-00:40 | 25           |  |

- 藍字班次不經深旺道

13P
- 寶達開：
  - 星期一至五：07:40

星期六、日及公眾假期不設服務

## 收費
13D/13P
全程：$7.5
- 淘大花園往寶達：$6.4 （只適用於13D線）
- 物華街往寶達：$5.0（只適用於13D線）

| - 本線設有12歲以下小童及65歲或以上長者半價優惠。 - 65歲或以上香港居民使用「樂悠咭」，以及12歲以下合資格殘疾兒童使用「殘疾人士身份」個人八達通繳付車資，均可享有每程$2.0或半價（以較低者為準）的票價優惠；12至64歲合資格殘疾人士使用「殘疾人士身份」個人八達通（包括「樂悠咭」），以及60至64歲香港居民使用「樂悠咭」繳付車資，均可享有每程$2.0或全費（以較低者為準）的票價優惠。 - 65歲或以上長者如使用長者或一般個人八達通繳付車資，則只可享有半價優惠；12至64歲合資格殘疾人士如不使用「殘疾人士身份」個人八達通，以及60至64歲人士如不使用「樂悠咭」繳付車資，必須繳付全費。 - 乘客可以現金或八達通於上車時付款，不設找續。 - 每位成人乘客可免費攜帶最多兩名4歲以下而不佔座位的兒童乘客乘車，超額之4歲以下小童必須繳付小童車費乘車。 - 持有「九巴月票」之乘客在車票有效期內，每日可享最多10程任何九龍巴士及龍運巴士路線（包括本路線，以及聯營路線的九龍巴士／龍運巴士提供的班次；惟乘搭機場「A」及「NA」線則可享原價二七折優惠（不會計算每天10次合資格車程））；而B1線則每日可享最多各2程（不會計算每天10次合資格車程）。 - 九龍巴士、城巴、龍運巴士及陽光巴士全職員工及家屬（不包括外判職員）可免費乘搭本路線，惟必須拍職員或職員家屬八達通。 - 乘客亦可透過多元化電子支付系統（e度嘟）繳付車資，包括使用非接觸式VISA卡、JCB卡、萬事達卡、銀聯卡、美國運通、大來國際、Discover Card、Apple Pay、Google Pay、Samsung Pay、AlipayHK「易乘碼」、支付寶、WeChatHK／微信支付「搭車碼」、銀聯雲閃付「乘車碼」及BOC Pay「乘車碼」。乘客使用此付款方式，使用此支付方式的乘客可享有中途下車之分段收費，以及與其他九巴／龍運獨營路線或聯營線九巴／龍運班次之轉乘優惠，惟不適用於與非九巴／龍運路線之轉乘優惠，亦不能享有「公共交通費用補貼計劃」及「長者及合資格殘疾人士公共交通票價優惠計劃」。 |

### 八達通轉乘優惠
乘客登上本線或13P線150分鐘內以同一張八達通卡轉乘以下路線，或從以下路線登車後150分鐘內以同一張八達通卡轉乘本線，次程可獲$4.2折扣優惠：
13D/P ↔ 2A、6D
- 13D往維港灣／13P往麗閣 → 2A或6D往美孚
- 2A往樂華或6D往牛頭角 → 13D往寶達

## 使用車輛
現時13D線使用4輛富豪B9TL 12米（AVBWU）及13輛Enviro500 MMC 12米（ATENU）
| 車隊編號 | 車牌   |
| -------- | ------ |
| AVBWU135 | PX5374 |
| AVBWU142 | PX5760 |
| AVBWU143 | PX5873 |
| AVBWU256 | RJ4212 |
| ATENU18  | SB5414 |
| ATENU130 | SH1334 |
| ATENU152 | SH7944 |
| ATENU173 | SJ4783 |
| ATENU454 | TF6739 |
| ATENU461 | TF9544 |
| ATENU828 | TV4434 |
| ATENU861 | TW4268 |
| ATENU862 | TW4559 |
| ATENU863 | TW4631 |
| ATENU870 | TW5009 |
| ATENU875 | TW5873 |
| ATENU876 | TW6063 |

13P線由13D線抽調2輛巴士行走。

## 行車路線
13D
寶達開經：寶達邨通道、寶琳路、秀茂坪道、曉光街、秀明道、秀茂坪道、協和街、同仁街、裕民坊、康寧道、牛頭角道、天橋、觀塘道、太子道東、太子道西、亞皆老街、櫻桃街、隧道、櫻桃街、深旺道、海輝道（南行）、迴旋處、海輝道（北行）及海帆道。
每日10:00後開出的班次不經斜體字之路段，改經有粗體字之之路段。
維港灣開經：海帆道、櫻桃街、連翔道、海輝道、深旺道、櫻桃街、大角咀道、櫸樹街、晏架街、槐樹街、福全街、旺角道、西洋菜南街、亞皆老街、太子道西、太子道東、觀塘道、牛頭角道、康寧道、物華街、協和街、秀茂坪道、秀明道、曉光街、秀茂坪道、寶琳路及寶達邨通道。
13P
經：寶達邨通道、寶琳路、秀茂坪道、曉光街、秀明道、秀茂坪道、協和街、同仁街、裕民坊、康寧道、觀塘道、太子道東、九龍城天橋、亞皆老街、亞皆老街天橋、亞皆老街、彌敦道、長沙灣道及東京街。

### 沿線車站
13D
| 寶達開 | 寶達開                           | 寶達開                         | 維港灣開 | 維港灣開                         | 維港灣開                       |
| 序號   | 車站名稱                         | 位置                           | 序號     | 車站名稱                         | 位置                           |
| ------ | -------------------------------- | ------------------------------ | -------- | -------------------------------- | ------------------------------ |
| 1      | 寶達巴士總站                     | 寶達邨公共運輸交匯處           | 1        | 維港灣巴士總站                   | 大角咀（維港灣）公共運輸交匯處 |
| 2      | 上秀茂坪                         | 上秀茂坪巴士總站               | 2        | 中匯街                           | 深旺道                         |
| 3      | 秀茂坪邨秀明樓                   | 秀明道                         | 3        | 奧運站                           | 深旺道                         |
| 4      | 秀茂坪邨秀富樓                   | 秀明道                         | 4        | 富貴街                           | 大角咀道                       |
| 5      | 秀茂坪商場                       | 秀明道                         | 5        | 櫸樹街                           | 櫸樹街                         |
| 6      | 秀茂坪邨秀樂樓                   | 秀明道                         | 6        | 福全街                           | 福全街                         |
| 7      | 寧波第二中學                     | 秀茂坪道                       | 7        | 西洋菜南街                       | 西洋菜南街                     |
| 8      | 聯合醫院                         | 協和街                         | 8        | 嘉道理道                         | 亞皆老街                       |
| 9      | 祥和苑                           | 協和街                         | 9        | 亞皆老街中電                     | 亞皆老街                       |
| 10     | 和樂邨                           | 協和街                         | 10       | 九龍醫院                         | 亞皆老街                       |
| 11     | 裕民坊                           | 裕民坊                         | 11       | 醫院管理局                       | 亞皆老街                       |
| 12     | 牛頭角站                         | 牛頭角道                       | 12       | 香港眼科醫院                     | 亞皆老街                       |
| 13     | 觀塘官立小學                     | 牛頭角道                       | 13       | 播道醫院                         | 亞皆老街                       |
| 14     | 牛頭角下邨                       | 牛頭角道                       | 14       | 亞皆老街球場                     | 亞皆老街                       |
| 15     | 淘大花園                         | 牛頭角道                       | 15       | 九龍城轉車站－富豪東方酒店（A5） | 太子道東                       |
| 16     | 啟業邨                           | 觀塘道                         | 16       | 譽‧港灣                          | 太子道東                       |
| 17     | 麗晶花園                         | 太子道東                       | 17       | 采頤花園                         | 太子道東                       |
| 18     | 采頤花園                         | 太子道東                       | 18       | 坪石邨                           | 太子道東                       |
| 19     | 譽‧港灣                          | 太子道東                       | 19       | 啟業邨                           | 觀塘道                         |
| 20     | 九龍城轉車站－富豪東方酒店（B2） | 太子道西                       | 20       | 淘大花園                         | 牛頭角道                       |
| 21     | 亞皆老街球場                     | 亞皆老街                       | 21       | 牛頭角上邨                       | 牛頭角道                       |
| 22     | 九龍城警署                       | 亞皆老街                       | 22       | 花園大廈喜鵲樓                   | 牛頭角道                       |
| 23     | 雅麗居                           | 亞皆老街                       | 23       | 玉蓮臺                           | 牛頭角道                       |
| 24     | 九龍醫院                         | 亞皆老街                       | 24       | 和樂邨                           | 協和街                         |
| 25     | 怡安閣                           | 亞皆老街                       | 25       | 祥和苑                           | 協和街                         |
| 26     | 太平道                           | 亞皆老街                       | 26       | 聯合醫院                         | 協和街                         |
| 27     | 旺角站                           | 亞皆老街                       | 27       | 寧波第二中學                     | 秀茂坪道                       |
| 28     | 旺角街市                         | 亞皆老街                       | 28       | 秀茂坪邨秀樂樓                   | 秀明道                         |
| 29     | 銘基書院                         | 櫻桃街                         | 29       | 秀茂坪邨秀逸樓                   | 秀明道                         |
| #      | 浪澄灣                           | 海輝道                         | 30       | 秀茂坪邨秀安樓                   | 秀明道                         |
| 30*    | 帝柏海灣                         | 櫻桃街                         | 31       | 秀茂坪邨秀明樓                   | 秀明道                         |
| 31*    | 奧運站                           | 深旺道                         | 32       | 上秀茂坪                         | 曉光街                         |
| 32*    | 君匯港                           | 深旺道                         | 33       | 秀茂坪邨秀暉樓                   | 秀茂坪道                       |
| 33*    | 維港灣                           | 海輝道                         | 34       | 寶達巴士總站                     | 寶達邨公共運輸交匯處           |
| 34     | 維港灣巴士總站                   | 大角咀（維港灣）公共運輸交匯處 |          |                                  |                                |

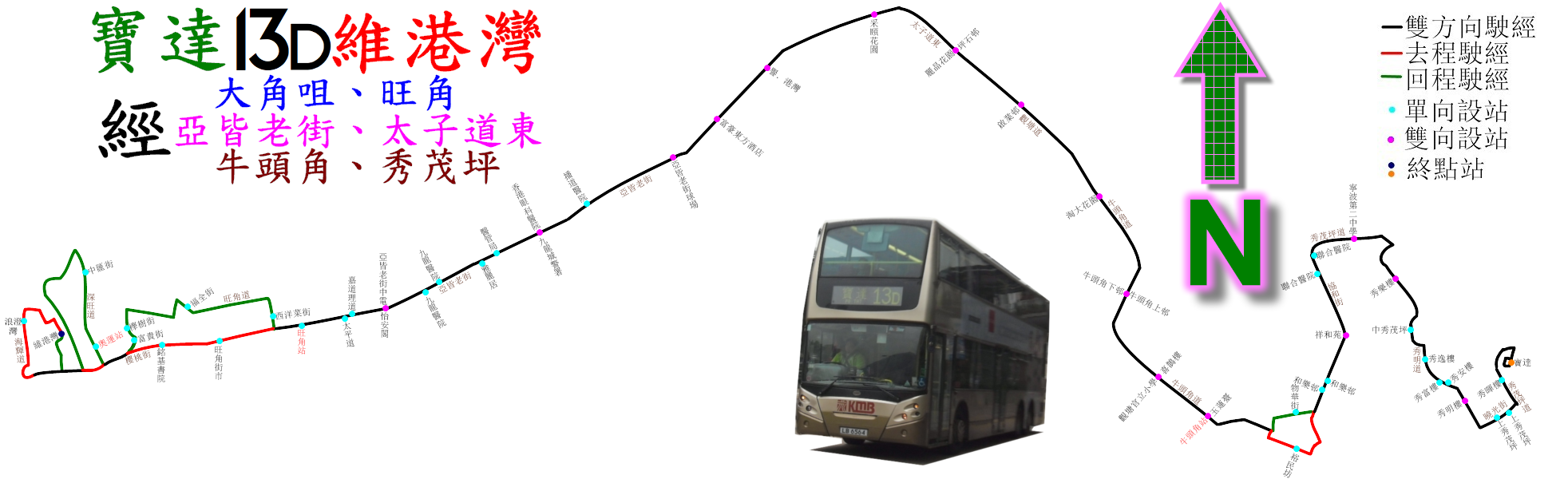
13D線的走線圖

註：有#號之車站祇限10:00前的班次使用，且不停有*號之車站

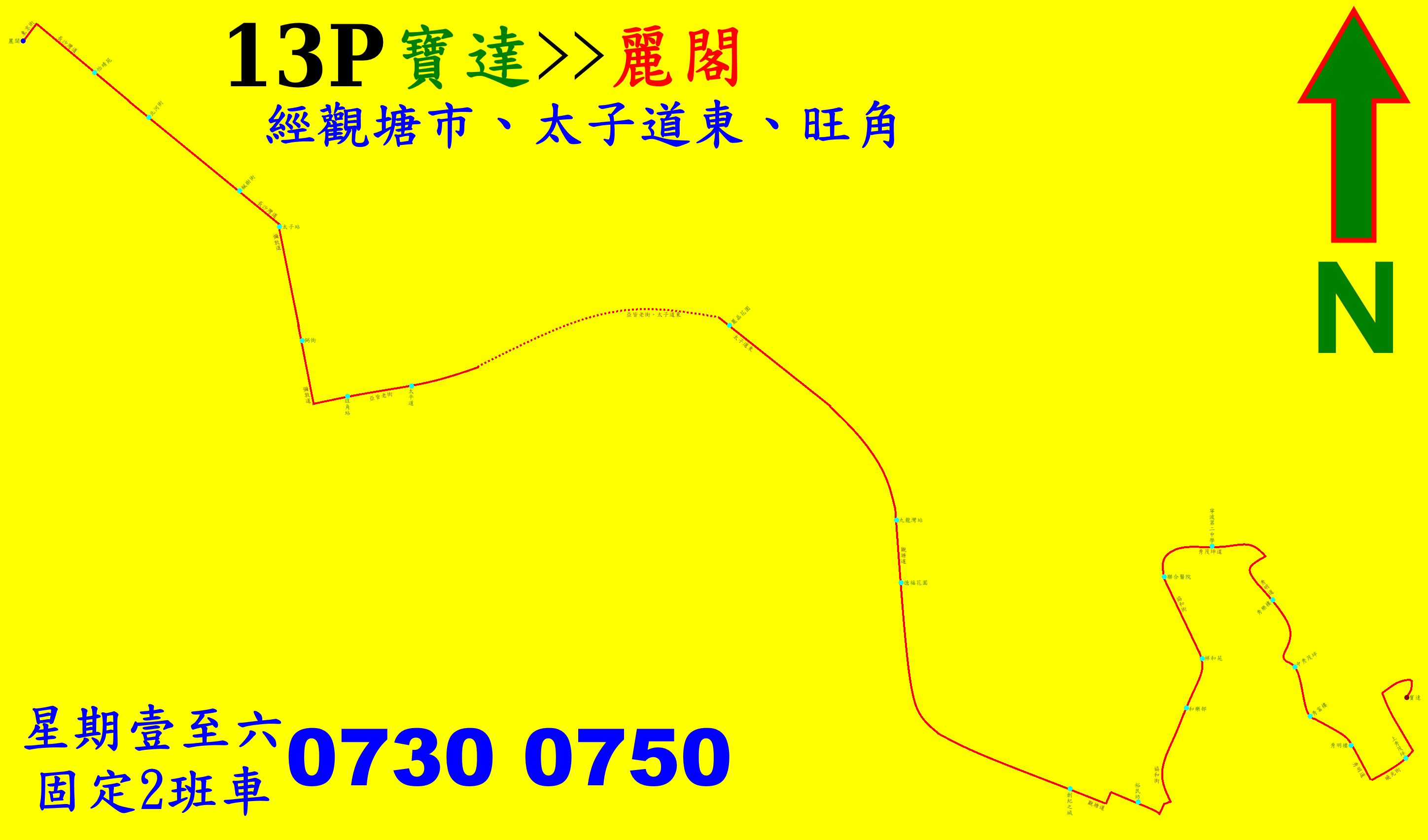
13P線的走線圖

13P
| 1                        | 寶達巴士總站               | 寶達邨公共運輸交匯處 |
| 2                        | 上秀茂坪                   | 曉光街               |
| 3                        | 秀茂坪邨秀明樓             | 秀明道               |
| 4                        | 秀茂坪邨秀富樓             | 秀明道               |
| 5                        | 秀茂坪商場                 | 秀明道               |
| 6                        | 秀茂坪邨秀樂樓             | 秀明道               |
| 7                        | 寧波第二中學               | 秀茂坪道             |
| 8                        | 聯合醫院                   | 協和街               |
| 9                        | 祥和苑                     | 協和街               |
| 10                       | 和樂邨                     | 協和街               |
| 11                       | 裕民坊                     | 裕民坊               |
| 12                       | 觀塘轉車站－創紀之城（B6） | 觀塘道               |
| 13                       | 德福花園                   | 觀塘道               |
| 14                       | 九龍灣站                   | 觀塘道               |
| 15                       | 麗晶花園                   | 太子道東             |
| 九龍城天橋、亞皆老街天橋 |                            |                      |
| 16                       | 太平道                     | 亞皆老街             |
| 17                       | 旺角站                     | 亞皆老街             |
| 18                       | 弼街（N71）                | 彌敦道               |
| 19                       | 太子站（N76）              | 彌敦道               |
| 20                       | 楓樹街                     | 長沙灣道             |
| 21                       | 北河街                     | 長沙灣道             |
| 22                       | 怡靖苑                     | 長沙灣道             |
| 23                       | 麗閣巴士總站               | 麗閣巴士總站         |

## 客量
13D線走線迂迴，班次疏落，而且與多種交通工具重疊，客量只屬一般。

## 外部連結
- 九巴13D線官方網站路線資料 （页面存档备份，存于）
- 681巴士總站－13D線 （页面存档备份，存于）
- 容偉釗. . 香港: BSI（香港）公司. 2001年11月.
- 《巴士路線發展綱要(1)──九龍市區．西貢．將軍澳》，BSI(香港)，ISBN 9628414712008，96-97頁